# 乌兰塔拉乡
乌兰塔拉乡，是中华人民共和国吉林省松原市前郭尔罗斯蒙古族自治县下辖的一个乡镇级行政单位。

## 行政区划
乌兰塔拉乡下辖以下地区：
乌兰塔拉村、太平村、莲花山村、哈沙吐村、腰哈沙吐村、谢力嘎村、新庄村、大什门村、乌兰扎拉嘎村和刘家村。